# Paul Beckmann
Paul Beckmann (* 12. März 1881 in Solingen; † 12. Dezember 1963) war ein deutscher Unternehmer.

## Leben
Er war der Sohn des Kaufmanns und Geheimen Kommerzienrates Fritz Beckmann und dessen Ehefrau Anna Henriette Henckels (1855–1911). Sein Vater wurde durch diese Ehe Mitinhaber der Firma J. A. Henckels Zwillingswerk in Solingen (heute Zwilling J. A. Henckels) und später deren Gesellschafter und Geschäftsführer.
Nach dem Besuch des Realgymnasiums in Solingen wechselte Paul Beckmann auf die städtische Oberrealschule nach Bonn. Danach studierte er an den Universitäten Freiburg im Breisgau, München und Leipzig. Paul Beckmann promovierte in Leipzig zum Dr. phil. Das Thema seiner Dissertation, die 1907 in Weida im Druck erschien, lautete: Zur Kenntnis der Okklusion und Diffusion von Gasen durch Metalle.
Nach drei Jahren praktischer Tätigkeit bei der 1883 eingerichteten Verkaufsniederlassung von J. A. Henckels in New York wurde Paul Beckmann Prokurist in Solingen. 1919 trat er nach dem Tod des Vaters in die Firma J. A. Henckels Zwillingswerk als persönlich haftender Gesellschafter ein. Später übernahm er die väterliche Firma als Fabrikbesitzer und Geschäftsführer, zuletzt als Generaldirektor.
Von 1938 bis 1943 war Paul Beckmann außerdem Präsident der Industrie- und Handelskammer zu Solingen.
Am 13. März 1941 wurde er zum Wehrwirtschaftsführer ernannt.
Er war Mitglied der Deutschen Dendrologischen Gesellschaft.

## Schriften (Auswahl)
- Zur Kenntnis der Okklusion und Diffusion von Gasen durch Metalle, Weida i. Th., 1907.

## Nachlass
- Teile des schriftlichen Nachlasses von Paul Beckmann befinden sich im Stadtarchiv Solingen.[5]